# Piet van Kempen
Pieter "Piet" Dingeman van Kempen, född den 12 december 1898 i Ooltgensplaat, död den 5 maj 1985 i Bryssel, var en nederländsk bancyklist som var specialist på sexdagarslopp, av vilka han vann 32 stycken under karriären.
Även brodern Jan van Kempen var sexdagarscyklist, men nådde som bäst en andraplats i Köln (1930/1931, med sin bror) och samma placering i Amsterdam (1934/1935, med Jan Pijnenburg).

## Meriter

### Landsväg
1924
4:a i Criterium des As
1931
8:a i Criterium des As

### Bana
| 1920/1921 Vinnare av New Yorks sexdagars (mars, med Oscar Egg) 1921/1922 Vinnare av Bryssels sexdagars (med Émile Aerts) 1922/1923 Vinnare av Paris sexdagars (med Oscar Egg) 1924/1925 Vinnare av New Yorks sexdagars (dec./jan., med Reginald McNamara) Vinnare av Bryssels sexdagars (med Émile Aerts) Vinnare av Paris sexdagars (med Alfred Beyl) 1925/1926 Vinnare av Bryssels sexdagars (med Klaas van Nek) Vinnare av Breslaus sexdagars (med Ernst Feja) 1927/1928 Vinnare av Berlins sexdagars (nov., med Maurice Dewolf) Vinnare av Dortmunds sexdagars (med Maurice Dewolf) Vinnare av Stuttgarts sexdagars (med Theo Frankenstein) 1928/1929 Vinnare av Chicagos sexdagars (med Mike Rodak) 1929/1930 Vinnare av Stuttgarts sexdagars (med Paul Buschenhagen) Vinnare av Bryssels sexdagars (med Paul Buschenhagen) Vinnare av Breslaus sexdagars (med Paul Buschenhagen) Vinnare av Berlins sexdagars (feb./mars, med Paul Buschenhagen) Vinnare av Saint-Étiennes sexdagars (med Francis Faure) Vinnare av Montréals sexdagars (med Joe Laporte) | 1930/1931 Vinnare av Breslaus sexdagars (med Willy Rieger) 1931/1832 Vinnare av Paris sexdagars (med Jan Pijnenburg) Vinnare av Dortmunds sexdagars (med Jan Pijnenburg) 1932 (utomhus i juli) Vinnare av Marseilles sexdagars (med Armand Blanchonnet) 1932/1933 Vinnare av Amsterdams sexdagars (med Jan Pijnenburg) 1933/1934 Vinnare av Clevelands sexdagars (dec., med Jules Audy) Vinnare av San Franciscos sexdagars (med Jack McCoy) 1934 (juli) Vinnare av Londons sexdagars (med Sydney Cozens) 1934/1935 Vinnare av Minneapolis sexdagars (med Reggie Fielding och Heinz Vopel) Vinnare av Kansas Citys sexdagars (med William Peden) Vinnare av San Franciscos sexdagars (mars, med James Corcoran) 1935/1936 Vinnare av Saint-Étiennes sexdagars (med Jean van Buggenhout) 1936/1937 Vinnare av Saint-Étiennes sexdagars (med Jean van Buggenhout) Vinnare av Londons sexdagars (maj, med Albert Buysse ) |